# Fahrenheit 451 (film)
Fahrenheit 451 är titeln på en brittisk-fransk film från 1966 regisserad av François Truffaut. Filmen bygger på boken med samma namn författad av Ray Bradbury. 

## Handling
Guy Montag är brandman i ett samhälle där böcker förbjudits av regeringen för att förhindra en självständigt tänkande allmänhet. I hans arbetsuppgifter ingår att bränna alla böcker som rapporterats av informatörer. Befolkningen hjärntvättas och får sin information på TV-skärmar på väggen. Guy börjar att läsa konfiskerade böcker och börjar ifrågasätta regeringens motiv till bokbränningarna. Han blir upptäckt och måste besluta sig för att återvända till sitt arbete eller att fly, fullt medveten om konsekvenserna om han fångas.

## Om filmen
Filmen spelades in i Iver Heath, Châteauneuf-sur-Loire, London och Maidenhead. Den hade festival premiär vid filmfestivalen i Venedig den 6 september 1966, världspremiär den 15 september 1966 i Paris och svensk premiär den 26 december 1966 i Stockholm. Den svenska åldersgränsen är 15 år.
Filmens och bokens titel kommer från den temperatur då papper börjar brinna.

## Rollista
- Oskar Werner – Guy Montag
- Julie Christie – Clarisse/Linda Montag
- Cyril Cusack – brandchefen
- Anton Diffring – Fabian
- Jeremy Spenser – mannen med äpplet
- Bee Duffell – bokkvinnan
- Alex Scott – bokperson, "Henri Brulards liv"